# ジヒドロクマリンヒドロラーゼ
ジヒドロクマリンヒドロラーゼ(Dihydrocoumarin hydrolase、EC 3.1.1.35)は、以下の化学反応を触媒する酵素である。
ジヒドロクマリン + 水{\displaystyle \rightleftharpoons }メリロト酸
従って、基質はジヒドロクマリンと水の2つ、生成物はメリロト酸のみである。
この酵素は加水分解酵素に分類され、特にエステル結合に作用する。系統名は、ジヒドロクマリン ラクトノヒドロラーゼ(dihydrocoumarin lactonohydrolase)である。フルオレンの分解に関与している。